# 루트 브란트

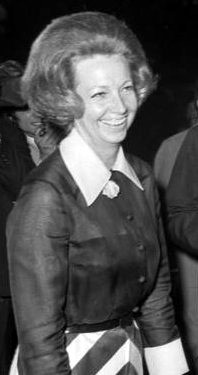
루트 브란트 (1970년)

루트 브란트(독일어: Rut Brandt, 1920년 1월 10일 ~ 2006년 7월 28일)는 노르웨이 출신의 독일의 작가이자, 1948년과 1980년 사이에 서베를린 시장(1957~66)과 독일 연방수상(1969~74)으로서 정치적 경력의 대부분을 포함한 빌리 브란트의 부인이었다.

## 생애
루트 한센(노르웨이어: Rut Hansen)이라는 본명으로 노르웨이 하마르에서 태어난 그녀는 시초에 제과점에서 일하다가, 후에 재봉사의 도제로 일하였다. 16세 때에 제2차 세계 대전 동안에 독일군의 점령에 대항하는 정치적 활동을 지휘한 사회주의 청소년 단체에 가입하였다. 1942년 자신의 형제자매들 중 1명과 스웨덴으로 달아났다.
스웨덴에서 자신의 노르웨이인 친구 올레 올스타트 베르가우스트와 결혼했다가 1946년에 사별하였다. 1944년 독일에서 망명한 훗날의 독일 연방수상 빌리 브란트를 만나 1948년에 결혼하여 세 명의 아들을 두었다. 
1969년 브란트가 수상이 될 때 루트 여사는 매우 성공적이고 인기있는 영부인으로서 그의 편에 있었다. 하지만, 1979년 그녀는 브란트가 브리기테 제바허(후에 브란트의 3번째 부인)와 인연을 맺은 것을 발견하여 이혼을 제기하였다. 1980년 이혼이 승인된 후, 루트와 브란트는 갈라진 길들로 갔다.
1992년 브란트가 사망하자, 브리기테 제바허 브란트는 독일의 인구에서 수납을 만나지 않은 결정인 장례식에 루트가 참석하지 못하도록 하였다.
루트 브란트는 2006년 7월 28일 86세의 나이로 베를린에서 사망하였다.